# La Neuville-lès-Dorengt

La Neuville-lès-Dorengt este o comună în departamentul Aisne din nordul Franței. În 1 ianuarie 2022 avea o populație de 391 de locuitori.